# Hudák Dávid
Hudák Dávid (Pozsony, 1993. március 21. –) szlovák labdarúgó, a Gyirmót FC Győr játékosa.

## Pályafutása

### Klubcsapatban
Pályafutását az Inter Bratislava csapatában kezdte. 2012-ben került a városi rivális Slovan Bratislavához, akikkel a 2012–13-as és a 2013–14-es szezonban bajnoki címet, a 2014–15-ös idény végén pedig kupagyőzelmet ünnepelhetett. 2014. július 5-én pályára lépett a Szlovák Szuperkupa döntőjében, amikor a Slovan 1–0-ra legyőzte az MFK Košice csapatát. Pályára lépett a 2014–2015-ös Európa-liga csoportkörében is az Napoli, a Sparta Praha és a Young Boys ellen. 
2015 februárjában a magyar első osztályban szereplő Újpest igazolta le. Kilenc bajnokin lépett pályára, majd a 2015-16-os bajnoki szezon második felére kölcsönbe visszatért az MFK Szakolca csapatához Szlovákiába. 2016 nyarán a Mezőkövesd igazolta le. Három szezont töltött a klubnál, ezalatt 61 bajnoki mérkőzésen lépett pályára. 2019 nyarán a másodosztályú Gyirmót FC Győr igazolta le.

### A válogatottban
Többszörös szlovák utánpótlás válogatott, játszott az U17-es, U18-as, U19-es és az U21-es csapatban is.

## Sikerei, díjai
ŠK Slovan Bratislava:
- Szlovák labdarúgó-bajnokság bajnok: 2012–13, 2013–14
- Szlovák labdarúgó-bajnokság harmadik helyezett: 2014–15
- Szlovák labdarúgókupa döntő: 2013–2014